# Pram
Pram település Ausztriában, Felső-Ausztria tartományban, a Grieskircheni járásban, területe 20,3 km².

## Fekvése
Tengerszint feletti magassága 435 méter. Pram Taiskirchen im Innkreis, Dorf an der Pram, Wendling, Rottenbach, Haag am Hausruck, Geiersberg, Hohenzell és Peterskirchen településekkel határos.

## Népesség
Lakosainak száma 1708 fő (2018. január 1.).